# Calendaris hel·lènics
Els calendaris hel·lènics es componien inicialment de dues estacions, hivern i estiu, al que després es van afegir períodes transitoris. Quan es va anar avançant en els descobriments astronòmics es van establir els mesos, que no eren arreu iguals.

## Calendari de l'Àtica
| Mes         | Ordre | Dies | Equivalent modern |
| ----------- | ----- | ---- | ----------------- |
| Hecatombeó  | 1     | 30   | juliol            |
| Metagitnió  | 2     | 29   | agost             |
| Boedromió   | 3     | 30   | setembre          |
| Pianepsió   | 4     | 29   | octubre           |
| Memacterió  | 5     | 30   | novembre          |
| Posideó     | 6     | 29   | desembre          |
| Gamelió     | 7     | 30   | gener             |
| Antesterió  | 8     | 29   | febrer            |
| Elafebolió  | 9     | 30   | març              |
| Muniquió¹   | 10    | 29   | abril             |
| Targelió    | 11    | 30   | maig              |
| Esciroforió | 12    | 29   | juny              |

¹Una ciutat de l'Àtica es deia Muníquia

## Calendari d'Esparta
| Mes (en català i transliteració grega) | Ordre | Dies | Equivalent modern | Notes                                        |
| -------------------------------------- | ----- | ---- | ----------------- | -------------------------------------------- |
| Herasi Herásios                        | 1     |      | octubre           | Dedicat a la deessa Hera                     |
| Apel·leu Apellaios                     | 2     |      | novembre          |                                              |
| Diosti Diósthyos                       | 3     |      | desembre          |                                              |
| ?                                      | 4     |      | gener             |                                              |
| Eleusini Eleusínios                    | 5     |      | febrer            | Dedicat a Demèter, qui era adorada a Eleusis |
| Gerasti Gerástios                      | 6     |      | març              |                                              |
| Artemisi                               | 7     |      | abril             | Dedicat a Àrtemis.                           |
| Delfini Delphínios                     | 8     |      | maig              | Dedicat a l'oracle de Delfos                 |
| Fliasi Phliásios                       | 9     |      | juny              | A Lacònia havia la ciutat de Fliunt.         |
| Hecatombeu Hekatombeús                 | 10    |      | juliol            |                                              |
| Carneu                                 | 11    |      | agost             |                                              |
| Panam Pànamos                          | 12    |      | setembre          |                                              |

## Calendari de Beòcia
| Mes                     | Ordre | Dies | Equivalent modern | Notes |
| ----------------------- | ----- | ---- | ----------------- | ----- |
| Bucaci Boukátios        | 1     |      | gener             |       |
| Hermeu Hermaios         | 2     |      | febrer            |       |
| Prostateri Prostatérios | 3     |      | març              |       |
| ?                       | 4     |      | abril             |       |
| Tiluti Theiloúthios     | 5     |      | maig              |       |
| ?                       | 6     |      | juny              |       |
| ?                       | 7     |      | juliol            |       |
| Hipodromi Hippodrómios  | 8     |      | agost             |       |
| Panam Pànamos           | 9     |      | setembre          |       |
| ?                       | 10    |      | octubre           |       |
| Damatri Damátrios       | 11    |      | novembre          |       |
| Alalcomeni Alalcomènios | 12    |      | desembre          |       |

## Calendari de Delfos
- 1. Bucatius (Boukátios) era el primer mes a Delfos on l'any començava abans del solstici de tardor. Corresponia bàsicament a l'actual mes de setembre.
- 2. Heraeus (Hraios) era el segon mes del calendari a Delfos. Era dedicat a Hera. Corresponia bàsicament a l'actual mes d'octubre. Tenia 31 dies i començava el dia 23 de setembre.
- 3. Apellaus (Apellaios) era dedicat a Apel·les. Era el tercer mes del calendari a Delfos. Corresponia a l'actual mes de novembre.
- 4. Desconegut
- 5. Dadaphorius (Dadaphórios) era el cinquè mes del calendari a Delfos. Corresponia bàsicament a l'actual mes de gener.
- 6. Poetropius (Poitrópios) era el sisè mes del calendari a Delfos. Corresponia bàsicament a l'actual mes de febrer.
- 7. Bysius (Býsios) era el setè mes del calendari a Delfos. Corresponia bàsicament a l'actual mes de març.
- 8. Artemisius
- 9. Heracleius (Hrácleios) era el novè mes del calendari a Delfos. Era dedicat a Hèrcules. Corresponia bàsicament a l'actual mes de maig. Tenia 28 dies i començava el dia equivalent a l'actual 24 de gener.
- 10. Boathous (Boathóos) era el desè mes del calendari a Delfos. Corresponia bàsicament a l'actual mes de juny.
- 11. Ilaeus (Ilaios) era el onzè mes del calendari a Delfos. Corresponia bàsicament a l'actual mes de juliol.
- 12. Theoxenius (Theoxénios) era el darrer mes del calendari a Delfos. Corresponia bàsicament a l'actual mes d'agost.

## Calendari de Cízic
- 1. Boedromion era el primer mes del calendari a Cízic. Tenia 30 dies i corresponia bàsicament a l'actual octubre.
- 2. Cyanepsion (Kyanepsión) era el segon mes del calendari a Cízic on l'any començava al solstici de tardor. Corresponia bàsicament a l'actual mes de novembre.
- 3. Apaturion (Apatourion) era el tercer mes del calendari a Cízic. Corresponia bàsicament a l'actual mes de desembre.
- 4. Poseideon era el quart mes del calendari a Cízic. Tenia 29 dies i era equivalent a l'actual gener.
- 5. Lenaeon (Lenaión) era el cinquè mes del calendari a Cízic. Corresponia bàsicament a l'actual mes de febrer.
- 6. Anthesterion era el sisè mes del calendari de Cízic. Tenia 29 dies i era bàsicament equivalent al mes de març.
- 7. Artemision
- 8. Calameeon (Kalamaion) era el vuitè mes del calendari a Cízic. Corresponia bàsicament a l'actual mes de maig a Cízic.
- 9. Panemos (Pànemos) era el novè mes del calendari a Cízic. Corresponia bàsicament a l'actual mes de juny. No s'ha de confondre amb el mes de Panamus (Pànamos).
- 10. Taureon (Taureón) era el desè mes del calendari a Cízic. Els dos darrers mesos, si existien, no es coneixen. Corresponia bàsicament a l'actual mes de juliol.
- 11 i 12. Desconeguts

## Calendari de Sicília
- 1. Thesmophorius (Thesmophórios) era el primer mes del calendari a Sicília. Corresponia bàsicament a l'actual mes d'octubre.
- 2. Dalius (Dàlios) era el segon mes del calendari a Sicília. Corresponia bàsicament a l'actual mes de novembre.
- 3. Desconegut
- 4. Agrianius (Agriánios) era el quart mes del calendari a Sicília. Corresponia bàsicament a l'actual mes de gener.
- 5. Desconegut
- 6. Theudasius (Theudásios) era el sisè mes del calendari a Sicília. Corresponia bàsicament a l'actual mes de març.
- 7. Artamitius (Artamítios) era el setè mes del calendari a Sicília. Corresponia bàsicament a l'actual mes d'abril.
- 8. Desconegut
- 9. Badromius (Badrómios) era el novè mes del calendari a Sicília. Corresponia bàsicament a l'actual mes de juny. No s'ha de confondre amb el mes de Boedromion.
- 10. Hyacinthius (Iakíntios) era el desè mes del calendari a Sicília. Corresponia bàsicament a l'actual mes de juliol.
- 11. Carneius
- 12. Panamus (Pànamos) era el darrer mes de l'any al calendari de Sicília, i equivalent al setembre.

## Calendari del Regne de Macedònia
- 1. Dios (Δῖος) era el primer mes del calendari al Regne de Macedònia. Corresponia bàsicament a l'actual mes d'octubre. Tenia 31 dies i començava el dia equivalent a l'actual 21 de febrer.
- 2. Apel·leu (Ἀπελλαῖος) mes de correspondència desconeguda a Macedònia.
- 3. Audineu o Audneu(Αὐδ[υ]ναῖος) era un mes del calendari al Regne de Macedònia. La seva correspondència és probablement el modern desembre.
- 4. Perici (Περίτιος) era un mes del calendari al Regne de Macedònia. La seva correspondència és probablement el modern gener.
- 5. Distre (Δύστρος) era un mes del calendari al Regne de Macedònia. La seva correspondència és probablement el modern febrer.
- 6. Xàntic (Ξανθιkóς) era un mes del calendari al Regne de Macedònia. La seva correspondència és probablement el modern març.
- 7. Artemisi (Ἀρτεμίσιος).
- 8. Desi (Δαίσιος) era un mes del calendari al Regne de Macedònia. La seva correspondència és probablement el modern maig.
- 9. Panem (Πάνεμος) era un mes del regne de Macedònia del que no se sap a quin mes equivalia. No s'ha de confondre amb el mes de Panamus.
- 10. Lous (Λῶος) era un mes del calendari al Regne de Macedònia. La seva correspondència és probablement el modern juliol.
- 11. Gorpieu (Γορπιαῖος) era un mes del calendari al Regne de Macedònia. La seva correspondència és probablement el modern agost.
- 12. Hiperbereteu(῾Υπερβερεταῖος) era un mes del calendari al Regne de Macedònia. La seva correspondència és probablement el modern setembre.

## Calendari de Creta
- 1. Themosphorion (Thesmophorión) era el primer mes del calendari a Creta. Tenia 31 dies i començava el dia equivalent a l'actual 23 de setembre.
- 2. Hermaeus (Ermaios) era el segon mes del calendari de Creta amb 30 dies, i començant el 23 de setembre.
- 3. Eiman (Eiman) era el tercer mes del calendari a Creta. Tenia 31 dies i començava el dia equivalent a l'actual 23 de novembre.
- 4. Metarchius (Metárkhios) era el quart mes del calendari a Creta. Tenia 31 dies i començava el dia equivalent a l'actual 24 de desembre.
- 5. Agyius (Agyos) era el cinquè mes del calendari a Creta. Tenia 28 dies i començava el dia equivalent a l'actual 24 de gener.
- 6. Dioscurus (Dióscouros) era el sisè mes del calendari a Creta. Tenia 31 dies i començava el dia equivalent a l'actual 21 de febrer.
- 7. Theodosius (Theodósios) era el setè mes del calendari a Creta. Tenia 30 dies i començava el dia equivalent a l'actual 23 de març.
- 8. Pontus (Póntos) era el vuitè mes del calendari a Creta. Tenia 31 dies i començava el dia equivalent a l'actual 23 d'abril.
- 9. Rhabinthius (Rabínthios) era el novè mes del calendari a Creta. Tenia 30 dies i començava el dia equivalent a l'actual 24 de maig.
- 10. Hyperberetus (Iperbéretos) era el desè mes del calendari a Creta. Tenia 31 dies i començava el dia equivalent a l'actual 23 de juny.
- 11. Necysius (Nekýsios) era l'onzè mes del calendari a Creta. Tenia 30 dies i començava el dia equivalent a l'actual 24 de juliol.
- 12. Basilius (Basílios) era el darrer mes del calendari a Creta. Tenia 31 dies i començava el dia equivalent a l'actual 23 d'agost.

## Calendari Selèucida
El calendari creat als inicis de l'Imperi Selèucida, anomenat Anno Graecorum ("any dels grecs" en llatí), presentava la innovació en la que la seqüència d'anys no es reiniciava amb la coronació de cada nou sobirà, sinó que es fixà l'any 1 d'una forma arbitrària i a partir d'aquí la seqüència d'anys continuà ininterrompudament. L'any 1 de l'Era Selèucida fou el 312/311 aC, continuà sent emprada després de la desaparició de l'Imperi Selèucida per l'Imperi Part i altres pobles d'Orient, fins i tot sent usada en els inicis del període islàmic a la regió de Síria.

La importància d'aquest mètode per numerar els anys ha estat molt gran, atès que va inspirar la creació d'altres eres amb una numeració contínua d'anys, com eventualment la jueva, la cristiana i la musulmana.

## Calendari de la província romana d'Àsia en època imperial
- 1. Caesarius (Kaisários) fou el primer mes del calendari a la província romana d'Àsia, al segle i. Era dedicat a Juli Cèsar. Tenia 30 dies i començava el dia equivalent a l'actual 24 de setembre.
- 2. Tiberius (Tibérios) fou el segon mes del calendari a la província romana d'Àsia, al segle i. Era dedicat a l'emperador Tiberi. Tenia 31 dies i començava l'actual 24 d'octubre.
- 3. Apaturius (Apatoúrios) fou el tercer mes del calendari a la província romana d'Àsia, al segle i. Tenia 31 dies i començava l'actual 24 de novembre.
- 4. Podidaon (Posidaón) fou el quart mes del calendari a la província romana d'Àsia, al segle i. Era dedicat a Posidó. Tenia 30 dies i començava l'actual 25 de desembre.
- 5. Lénaios o Lenaeus.
- 6. Hierosebastus (Ierosébastos) fou el sisè mes del calendari a la província romana d'Àsia, al segle i. Tenia 30 dies i començava l'actual 22 de febrer.
- 7. Artemísios o Artemisius.
- 8. Evangelius (Evangélios) fou el vuitè mes del calendari a la província romana d'Àsia, al segle i. Tenia 30 dies i començava l'actual 24 d'abril.
- 9. Stratonicus (Stratónikos) fou el novè mes del calendari de la província d'Àsia, al segle i. El seu nom tenia relació amb Estratonice (reina o ciutat). Tenia 31 dies i començava l'actual 24 de maig.
- 10. Hecatombaeus (Ekantombaios) fou el desè mes del calendari a la província romana d'Àsia, al segle i. Tenia 31 dies i començava el dia equivalent a l'actual 24 de juny. No s'ha de confondre amb el mes d'Hecatombaeon.
- 11. Anteus (Anteos) fou el primer mes del calendari a la província romana d'Àsia, al segle i. Era dedicat a Juli Cèsar. Tenia 31 dies i començava el dia equivalent a l'actual 25 de juliol.
- 12. Laodicius (Laodíkios) fou el darrer mes del calendari a la província d'Àsia, al segle i. El seu nom tenia relació amb Laodice o Laodicea (reina o ciutat). Tenia 30 dies i començava l'actual 24 d'agost.

## Calendari d'Efes en època imperial
- 1 a 4. Desconeguts
- 5. Apatureon (Apatoureón) fou el cinquè mes del calendari a Efes, al segle i. Era bàsicament equivalent a l'actual mes de novembre.
- 6. Poseideon era el sisè mes del calendari d'Efes. Tenia 29 dies i era bàsicament equivalent a l'actual més de desembre. A Efes corresponia aproximadament a l'actual desembre.
- 7. Lenaeon (Lenaión) era el setè mes d'Efes. Corresponia bàsicament a l'actual mes de gener.
- 8. Desconegut
- 9. Artemision
- 10. Calameeon (Kalamaion) era el vuitè mes del calendari a Efes. Corresponia bàsicament a l'actual mes d'abril a Efes.

11 i 12. Desconeguts

## Calendari de Bitínia en època imperial
- 1. Heraeus (Hraios) era el primer mes del calendari a Bitínia al segle i, tenia 31 dies i començava l'actual 23 de setembre.
- 2. Hermaeus (Ermaios) era el segon mes del calendari a Bitínia al segle i, tenia 30 dies i començava el dia equivalent a l'actual 23 d'octubre.
- 3. Metrous (Metroos) era el tercer mes del calendari a Bitínia al segle i. Tenia 31 dies i començava el dia equivalent a l'actual 23 de novembre.
- 4. Dionysius (Dionýsios) era el quart mes del calendari a Bitínia al segle i. Tenia 31 dies i començava el dia equivalent al modern 24 de desembre.
- 5. Heracleius (Hrácleios) era el cinquè mes del calendari a Bitínia al segle i; tenia 28 dies i començava l'actual 24 de gener.
- 6. Dius (Dios) era el sisè mes del calendari a Bitínia al segle i; tenia 31 dies i començava el dia equivalent a l'actual 21 de febrer.
- 7. Bendidaeus (Bendidaios) era el setè mes del calendari a Bitínia al segle i. Tenia 30 dies i començava el dia equivalent a l'actual 23 de març.
- 8. Strateius (Stráteios) era el vuitè mes del calendari a Bitínia al segle i. Tenia 31 dies i començava el dia equivalent a l'actual 23 d'abril.
- 9. Periepius (Periépios) era el novè mes del calendari a Bitínia al segle i. Tenia 30 dies i començava el dia equivalent a l'actual 24 de maig.
- 10. Areius
- 11. Aphrodisius (Aphrodísios) era el tercer mes del calendari a Bitínia al segle i. Era dedicat a Afrodita.

Tenia 30 dies i començava el dia equivalent a l'actual 24 de juliol.
- 12. Demetrius (Demétrios) era el darrer mes del calendari a Bitínia al segle i. Era dedicat a Demèter. Tenia 31 dies i començava el dia equivalent a l'actual 23 d'agost.

## Calendari de Xipre en època imperial
- 1. Aphrodisius era el primer mes del calendari a Xipre al segle i, tenia 31 dies i començava el dia equivalent a l'actual 23 de setembre.
- 2. Apogonicus (Apogonikós) era el segon mes del calendari a Xipre al segle i. Tenia 30 dies i començava el dia equivalent a l'actual 24 d'octubre.
- 3. Aenicus (Ainikós) era el tercer mes del calendari a Xipre al segle i. Tenia 31 dies i començava el dia equivalent a l'actual 23 de novembre.
- 4. Julius (Ioulios) era el quart mes del calendari a Xipre al segle i. Era dedicat a Juli Cèsar. Tenia 31 dies i començava el dia equivalent a l'actual 24 de desembre.
- 5. Caesarius (Kaisários) fou el cinquè mes del calendari de Xipre al segle i, tenia 28 dies i començava el dia equivalent a l'actual 24 de gener.
- 6. Sebastus (Sebastós) era el sisè mes del calendari a Xipre al segle i. Tenia 30 dies i començava el dia equivalent a l'actual 21 de febrer.
- 7. Autocratoricus (Autokratorikós) era el setè mes del calendari a Xipre al segle i. Tenia 31 dies i començava el dia 23 de març.
- 8. Demarchexusius (Demarkhesoúsios) era el vuitè mes del calendari a Xipre al segle i. Tenia 31 dies i començava el dia equivalent a l'actual 23 d'abril.
- 9. Plethypatus (Plethýpatos) era el novè mes del calendari a Xipre al segle i. Tenia 30 dies i començava el dia equivalent a l'actual 24 de maig.
- 10. Archiereus (Arkhiereús) era el desè mes del calendari a Xipre al segle i. Tenia 31 dies i començava el dia equivalent a l'actual 23 de juny.
- 11. Esthius (Esthios) era el onzè mes del calendari a Xipre al segle i. Tenia 30 dies i començava el dia equivalent a l'actual 24 de juliol.
- 12. Romaeus (Romaios) era el darrer mes del calendari a Xipre al segle i. Era dedicat a Roma. Tenia 31 dies i començava el dia equivalent a l'actual 23 d'agost.